# Eiji Kusuhara
Eiji Kusuhara (Japans: 楠原映二) (Tokio, 2 januari 1947 – Londen, 23 april 2010) was een Japans-Brits acteur en stemacteur.
Kusuhara is vooral bekend van zijn vele kleine rollen in Britse producties op toneel en in film, waarin hij vaak de schreeuwende, vreemde Japanner speelde. Hij is voornamelijk beroemd geworden door zijn rollen als de sadistische luitenant Sato in de televieserie Tenko en als de stem van de kwade genius Dr. Kamikazi in de geanimeerde serie Robotboy.

## Biografie
Kusuhara werd kort na de Tweede Wereldoorlog geboren als derde kind in een gezin van vier. Bij zijn geboorte was hij een zwakke en zieke baby en hierdoor wachtten zijn ouders een maand voordat ze zijn geboorte lieten registreren, voor het geval hij zou komen te overlijden. Zijn oudere zus, Ikue Kusuhara, maakte deel uit van een zelfmoordende, terroristische organisatie met haar oudere vriend. Dit was voor de familie altijd een pijnlijk onderwerp en Eiji werd geboden om in het openbaar niet over zijn zus te praten.
Hij groeide op in Hokkaido en ging naar de Iwamizawa East high school. Daarna volgde hij een acteerstudie aan de Tama Art Universiteit van Tokio. Nadat hij slaagde sloot zich aan bij de Tokyo Kid Brothers in 1968. Deze groep was onderdeel van een ondergronds theaterbeweging en was voornamelijk gericht tegen het etablissement.  
In de jaren 70 emigreerde hij definitief naar Engeland nadat hij daar enkele malen had opgetreden. Hij verscheen in diverse kleine en grote producties en speelde voornamelijk kleine rollen.
In 1992 trouwde hij, het paar kreeg nooit kinderen. In 2009 werd er kanker bij hem geconstateerd. Na een kort ziekbed overleed hij op 23 april in zijn woonhuis in Londen op 63-jarige leeftijd. Hij werd overleefd door zijn echtgenote en oudere broer.

## Rollen
Op televisie verscheen Kusuhara in verscheidene televisieseries en films. Voornamelijk eenmalige of kleine terugkerende rollen. Zijn bekendheid kreeg hij echter door de BBC serie Tenko. Hierin speelde hij luitenant Sato. De serie dramatiseerde de gebeurtenissen in Jappenkampen ten tijde van de Tweede Wereldoorlog. Ook had hij diverse rollen in Inspector Morse, Doctor Who en speelde hij rollen in zowel Star Wars als in The Elephant Man. In Engeland genoot hij ook bekendheid als presentator van de spelshow Banzai, waarin hij het kijkende publiek aanmoedigde om mee te wedden op bizarre weddenschappen en opdrachten die de deelnemers moesten vervullen. Zijn enthousiasme van presenteren maakte het toch al bizarre programma compleet. Tussen 1990 en 1997 presenteerde hij ook voor de Japanse televisie twee programma's: Hello London en Living in England waarin hij de volledige vrijheid kreeg over het doen en laten van zijn prestatie.
Na 2002 werd het rustig en werd hij minder gevraagd dan voorheen. Hij sprak voornamelijk sinds 2000 stemmen in voor verschillende games en televisieseries. In 2002 voor het spel: Shogun: Total War - The Mongol Invasion en sinds 2006 sprak hij de stem in van de kwade genius Dr. Kamikazi, de hoofdschurk in de geanimeerde televisieserie Robotboy van Cartoon Network. Hij sprak in alle vier de seizoenen de stem in voor het personage in 57 afleveringen. Tot op heden is dit zijn bekendste rol onder de jeugd. 
In 2007 en 2008 speelde hij de rol van Takezo in een theaterproductie van Het gezicht van Jizo. Een Japans verhaal over een echtpaar wie hun kind hebben verloren tijdens het bombardement op Hiroshima. Dit zou zijn laatste acteerwerk zijn.

## Filmografie (selectie)
- North Sea Hijack (1979) - Eiji
- The Elephant Man (1980) - Japanese Dokter
- Tenko (1981-1984) - Luitenant Sato
- Doctor Who (1982) - Chinamen
- Are You Being Served? (1983) - Mr. Kayoto
- Star Wars: Episode VI - Return of the Jedi  (1983) - Luitenant Telsij - Grey Squadron
- The Man Who Shot Christmas (1984) - Yuzo
- Gems (1985) - Mr. Igarashi / Mr. Tokutomi
- Superman IV: The Quest for Peace  (1987) - Japanse V.N. Soldaat
- Inspector Morse (1988) - Yukio Li
- Lovejoy (1991) - Miki Watanabe
- The All New Alexei Sayle Show (1995) - Diverse rollen
- Banzai (2000-2002) - Presentator
- Emmerdale Farm (2003) - Mr. Tashiro
- Hotel Babylon (2007) - Mr. Matsui
- Robotboy (2005-2008) - Dr. Kamikazi